# Parosela dentata
Parosela dentata là một loài thực vật có hoa trong họ Đậu. Loài này được (Rydb.) Standl. mô tả khoa học đầu tiên năm 1922.